# Балаян, Гарегин Шегиевич
Гареги́н Шеги́евич Балая́н (15 [28] февраля 1912 — 25 сентября 1943) — советский офицер, участник Великой Отечественной войны, Герой Советского Союза, командир 1-го мотострелкового батальона 69-й механизированной бригады 9-го механизированного корпуса 3-й гвардейской армии Воронежского фронта.

## Биография
Родился 15 (28) февраля 1912 года в армянской крестьянской семье в селе Гюлистан Елизаветпольской губернии. В 1928 году окончил неполную среднюю сельскую школу работал в родном селе в колхозе.
В ноябре 1934 года был призван в ряды Красной Армии, где после окончания стрелковой полковой школы, был назначен на должность старшины одноимённой школы. По истечении срока срочной службы остался в армии, в 1939 году с отличием окончил курсы младших лейтенантов. В звании младшего лейтенанта участвовал в советско-финской войне 1939-1940 годов. В 1940 году принят в ряды ВКП(б).
С 1941 года на полях сражений Великой Отечественной войны в звании лейтенанта. Участвовал в битвах за Кавказ и Украину. На поле битвы проявил мужество и храбрость, а также отменную воинскую выучку и хорошее ориентирование на местности. Лучшие качества молодого офицера не остались незамеченными командованием и Гарегин Балаян был назначен на должность командира 1-го мотострелкового батальона 69-й механизированной бригады 9-го механизированного корпуса 3-й гвардейской армии Воронежского фронта, а также ему присвоено звание капитана.
Особо отличился капитан Балаян при форсировании реки Днепр, в боях на Букринском плацдарме.
22 сентября 1943 года командир батальона капитан Балаян в числе первых с двумя ротами батальона форсировал Днепр в районе города Канева (Черкасская область). Сломив упорное сопротивление противника на правом берегу реки, роты под его командованием овладели селом Зарубинцы и с боями подошли к селу Григоренко, тем самым обеспечив переправу частей бригады. Благодаря действиям Гарегина Балаяна при форсировании реки Днепра особо отличилась 69-я механизированная бригада, 41 её воин был удостоен звания Героя Советского Союза, из них 32 — из 1-го мотострелкового батальона, командиром которого являлся Балаян
25 сентября 1943 года Гарегин Балаян погиб в бою во время налета вражеской авиации. Был похоронен в селе Зарубинцы Каневского района Киевской области, позднее перезахоронен в городе Переяслав.
Из наградного листа:
Капитан Балаян в ночь на 22 сентября 1943 года умело организовал переправу личного состава батальона и в 7 00 22 сентября сам с двумя ротами передового охранения первым форсировал р. Днепр.

Встретив на Западном берегу упорное сопротивление немцев, т. Балаян смелым маневром батальона перешел в наступление и после жесточайших боев отбросил противника на 4-5 километров и занял с. Зарубенцы, чем обеспечил дальнейшую переправу частей бригады.
25 сентября 1943 года во время налета авиации противника капитан Балаян погиб смертью храбрых.

За проявленное мужество, отвагу и смелый маневр при форсировании р. Днепр капитан Балаян заслуживает присвоение звания Героя Советского Союза посмертно
Указом Президиума Верховного Совета СССР от 23 октября 1943 года за образцовое выполнение боевых заданий командования на фронте борьбы с немецко-фашистским захватчиками, мужество, отвагу проявленные при форсировании реки Днепр капитану Балаяну Гарегину Шегиевичу присвоено звание Героя Советского Союза (посмертно).

## Награды
- Медаль «Золотая Звезда» Героя Советского Союза (посмертно — 23.10.1943)
- орден Ленина
- орден Красной Звезды
- медаль «За оборону Сталинграда»
- Другие медали

## Память
Навечно зачислен в списки воинской части. Подвиг Балаяна изображен в музее-диораме Битва за Днепр. Улица в городе Переяслав носит его имя. На родине его имя носила школа в поселке Гюлистан, в поселке Шаумяновск (Нижний Агджакенд) был установлен бюст.